# Pygmodeon involutum
Pygmodeon involutum là một loài bọ cánh cứng trong họ Cerambycidae.